# Carlos Manaca
Carlos Manaca   (Beira, 22 de setembre de 1946) és un exfutbolista moçambiquès de la dècada de 1970.
Pel que fa a clubs, destacà a Sporting i Boston Minutemen, als Estats Units. Posteriorment fou entrenador de Peniche (1983–1984) i la selecció de Moçambic (1986).